# 张立峰
张立峰 (1967年9月—)，中共党员，原吉林农业科技学院院长，因其所在高校在2022年3月吉林省2019冠状病毒病聚集性疫情发生聚集性疫情而被免职。

## 生平
张立峰还曾担任吉林农业大学副校长。